# Святовит

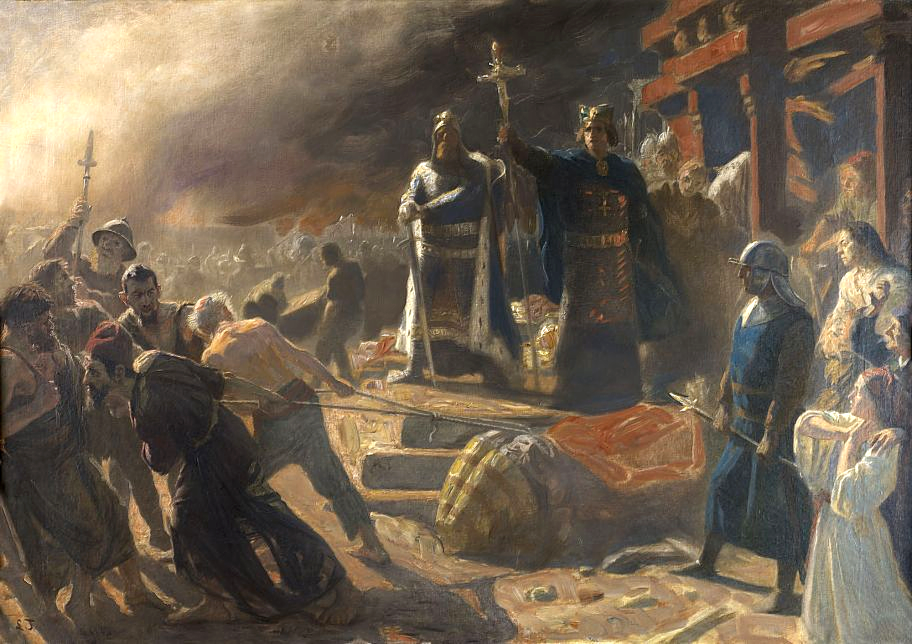
Єпископ Абсалон знищує кумир Святовита в Арконі в 1169

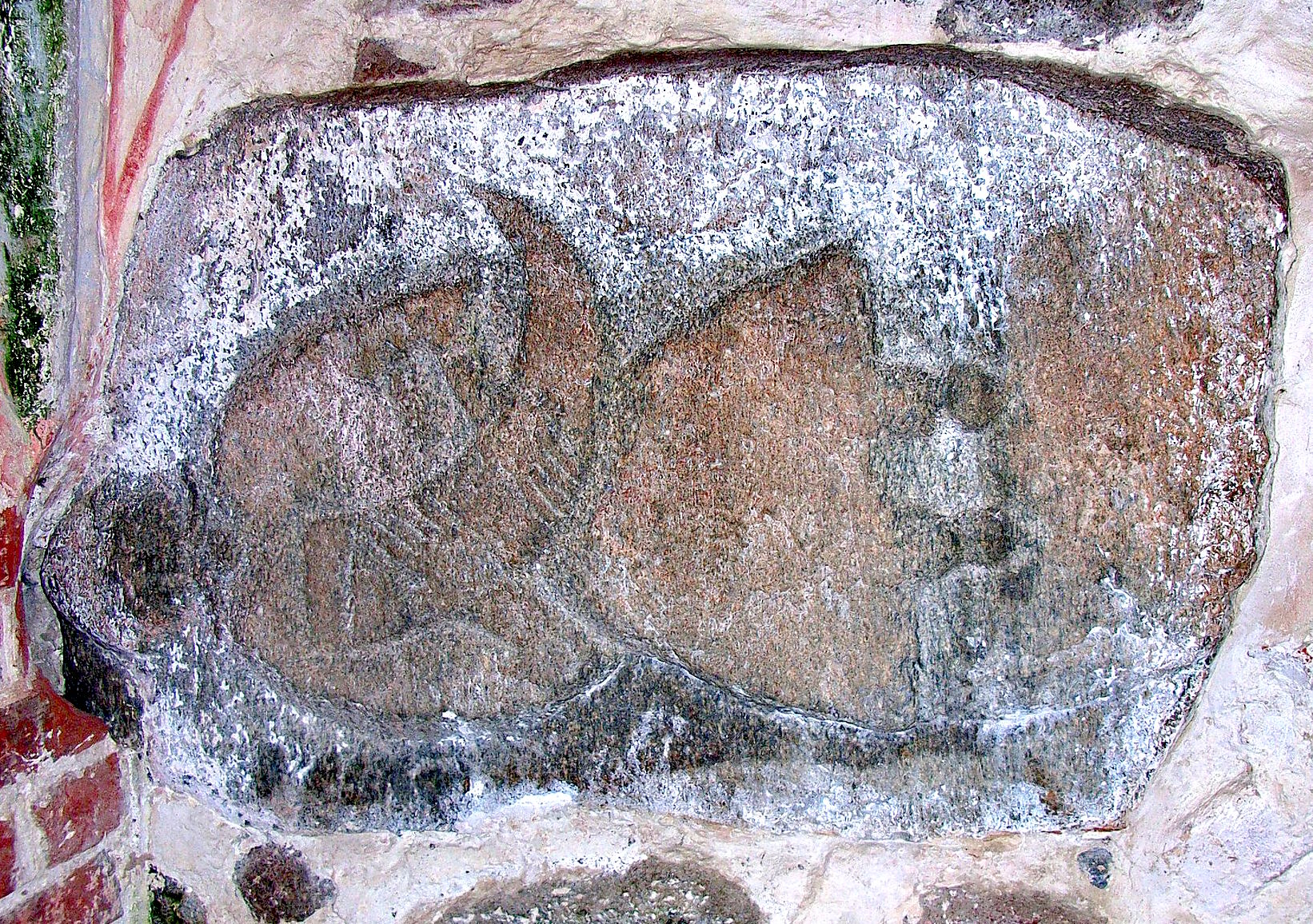
Камінь із Альтенкірхена, на якому зображено жерця Святовита з ритуальним рогом

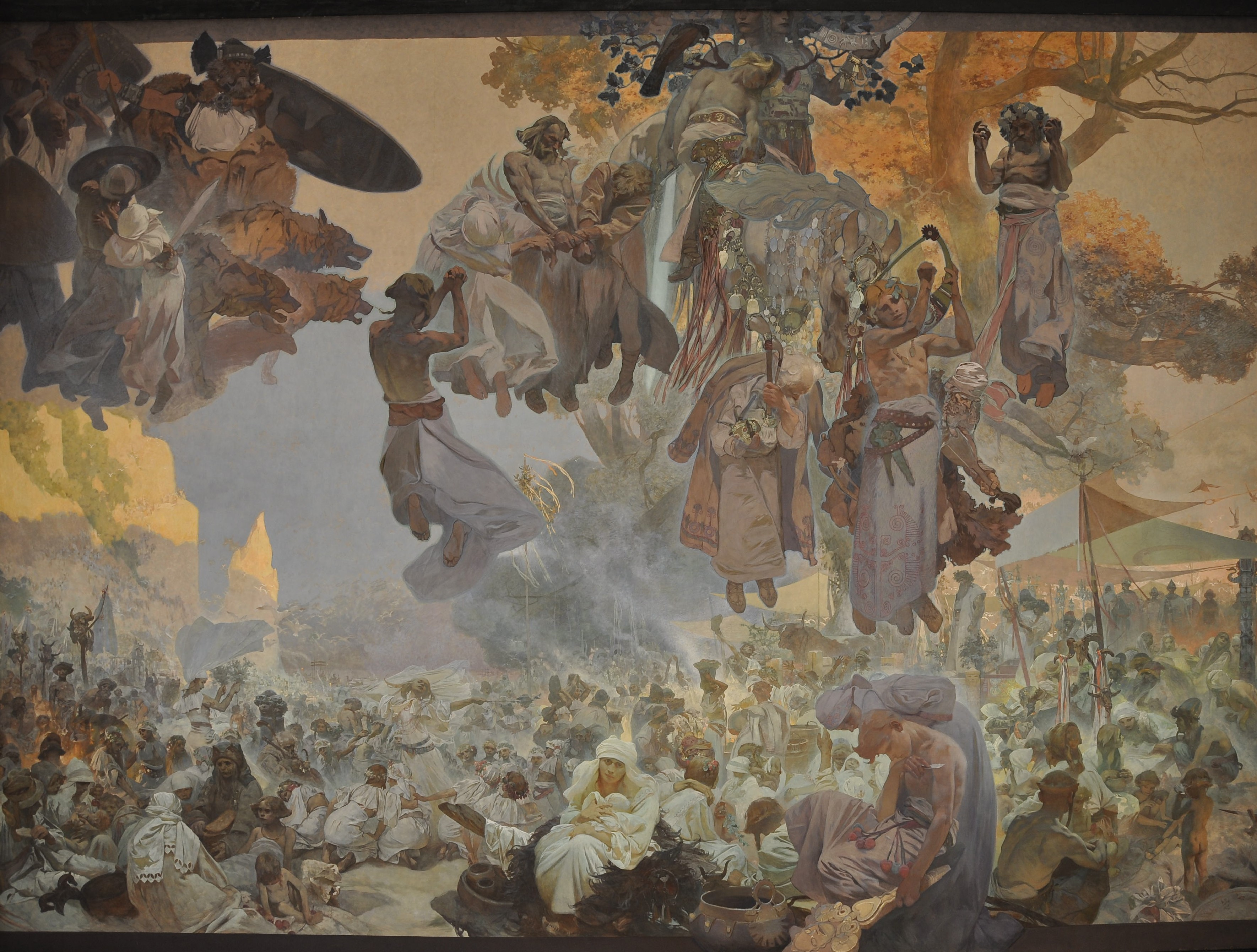
Альфонс Муха. Свято Святовита на острові Руга

Святови́т, Свентовит (лат. Zuantewith, пол. Świętowit) — головне божество у західних слов'ян, зокрема у ранів. Помилково Святови́д, іноді Світовид.
Більшість відомостей про цього бога пов'язані з його кумиром, який стояв у Арконі на острові Руяні (Рюґен), що в сучасній Німеччині. Зі Святовитом пов'язується Збручанський ідол.

## Імена
У чеському середньовічному словнику «Mater Verborum» цей бог згаданий спочатку як Suatouyt і ототожнений із грецьким Аресом (лат. Ares, bellum), а потім ім'я Zwatovit пояснене як аналог римського Марса. В історика Гельмольда згадується під іменем Свентовит.
Загальновизнане ім'я Святовит походить із польських досліджень, де записувалося як Svanthevith або Sventevith. Перша частина імені вимовляється як *svęt-, що означає «святий», «священний», тоді як суфікс -ovit/-evit не цілком зрозумілий. Найімовірніше він походить від *vit - «пан» (див. також війт). Отже, «Святовит» означає «володар святої, надприродної сили». Побудова імені цього бога типова для слов'ян і має паралелі з іменами людей Миловит, Радовит, Семовит тощо. Є також версія про зв'язок із *vitjazb — «витязь, воїн». Середньовічні церковні ерудити виводили його ім'я від святого Вітта.
Варіант «Святовид» виник за доби романтизму у середовищі польських дослідників і аматорів і здебільшого вважається хибним. Такими ранніми дослідниками, як Карл Болсуновський і Володимир Гнатюк, цей бог називався «Світовид». Деякі рідновіри також використовують варіант «Світовид».

## Образ і функції
За функціями Святовит близький до Перуна, керуючи громами, блискавками та дощем, а також військовими перемогами та ворожіннями. На думку середньовічного хроніста Ордеріка, Святовит аналогічний скандинавському Одіну. Разом з тим Святовит тісніше асоціювався з сонцем. У балтійських народів він був верховним богом. У образі Святовита помітне чергування дня та ночі: вдень він їздить на білому коні, вночі на темному — забризканому брудом. Його атрибути — меч, списи, стяг, військові відзнаки, зображення орла. Святовит асоціювався з червоним кольором. За повір'ям, вночі Святовит виїздив боротися з ворогами.
Саксон Граматик, данський історик, так описує вигляд кумира Святовита у Арконі:

| «У самому храмі стояв великий, більший людського зросту, кумир, з чотирма головами, на стількох же шиях, з яких дві виходили з грудей і дві до хребта, але так, що з обох передніх і обох задніх голів одна дивилася праворуч, а інша ліворуч. Волосся і борода були підстрижені коротко, і в цьому, здавалося, художник погоджувався зі звичаєм руян. У правій руці кумир тримав ріг з різних металів, який щороку зазвичай наповнявся вином з рук жерця для ворожіння про родючість наступного року; ліва рука, якою кумир спирався на бік, уподібнювалася луку. Верхній одяг спускався до берців, що складені були з різних сортів дерев і так мистецьки були з'єднані з колінами, що тільки при уважному розгляданні можна був розрізняти стики. Ноги стояли нарівні з землею, їхній фундамент зроблений був під підлогою. На невеликій віддалі видні були вузда та сідло кумира з іншими приладдями. Спостерігача найбільше уражав меч величезної величини, піхви та черен якого, крім красивих різьблених форм, відрізнялися срібним оздобленням» |
Відповідно до «Слов'янської хроніки» Гельмольда (1167—1168), Святовит — бог землі руянської, «ясновельможний в перемогах, найпереконливіший у відповідях», який серед численних тамтешніх слов'янських божеств вважається головним:

| «Серед безлічі слов'янських божеств головним є Свентовіт (Zuantewith), бог землі Ранської, бо він — найпереконливіший у відповідях. Поруч з ним усіх інших вони немов напівбогами шанують. Тому на знак особливої поваги вони мають звичай щорічно приносити йому в жертву людину — християнина, якого вкаже жереб. З усіх слов'янських земель надсилаються встановлені пожертви на жертвопринесення Свентовіту. З дивною повагою ставляться слов'яни до свого божества, бо вони не легко приносять клятви і не терплять, щоб гідність його храму порушувалася навіть під час ворожих навал...»[10] |
В іншому місці Гельмольд знову вказує на існування верховного бога у місцевих слов'ян, але не вказує його імені:

| У слов'ян є багато різних видів ідолопоклонства. Бо не всі вони дотримуються одних і тих же язичницьких звичаїв. Одні прикривають неймовірні статуї своїх ідолів храмами, як, наприклад, ідол у Плуне, ім'я якому Подага; у інших божества населяють ліси і гаї, як Прове, бог Альденбурґськой землі, — вони не мають ніяких ідолів. Багатьох богів вони вирізають з двома, трьома і більше головами. Серед різноманітних божеств, яким вони присвячують поля, ліси, прикрості і радощі, вони визнають і єдиного бога, що панує над іншими в небесах, визнають, що він, всемогутній, піклується лише про справи небесні, вони [інші боги], підкоряючись йому, виконують покладені на них обов'язки, і що вони від крові його пішли і кожний з них тим важливіший, що ближче він стоїть до цього бога богів. [11] |

## Культ Святовита
Центр вшанування Святовита перебував у місті Аркона та існував до 1168 року, коли Аркону захопив данський король Вальдемар, який наказав повалити і спалити ідола Святовита. Тамтешнє святилище Святовита мало червоний дах і пурпурову завісу. Його ідол мав чотири обличчя, що імовірно символізували чотири сторони світу. Священний кінь, який утримувався в святилищі, вважався саме тим конем, на якому бог вночі виїздить боротися з ворогами. В Арконі біля ідола Святовита проводилися ворожіння, щоб дізнатися результат майбутніх битв. Білого коня в обладунках проводили повз три ряди перехрещених списів, ввіткнутих у землю: якщо кінь спотикався на ліву ногу — це вважалося поганим знаком, якщо на праву — добрим. Морські походи не починали, поки ворожіння не давало тричі поспіль хорошого знаку.
На острові Рюґен Святовиту раз на рік підносили в жертву величезний калач майже людського зросту. Жрець ставав за калачем і запитував у людей чи бачать вони його. Його відповіддю мало бути «Щоб наступного року ви не змогли мене побачити», це було своєрідним побажанням багатого врожаю: щоб можна було спекти такий великий калач, за яким жерця не вдасться побачити. Аналогічний обряд, запозичений християнством, був відомий у болгарів ще в XX ст. Купці, щоб отримати право торгувати на цих слов'янських землях, повинні були зробити пожертву Святовиту.
Збручанський ідол, після його знайдення в Збручі 1848 року та доставки до Кракова, був названий ідолом Святовита.
Про виникнення культу Свентовита у руян сакський історик XII ст. Гельмольд висувавав таке припущення. На його думку Людовик II віддав частину землі руян монастирю святого Віта в Корвейє. Проповідники навернули народ руян до християнської віри й заклали на острові Рюген храм на честь святого Віта. Але руяни відпали від віри і вигнали християн, і стали вшановувати святого Віта як язичницького бога, поставивши на честь його величезного ідола. «І відтоді ця помилка у руян настільки утвердилась, що Свентовіт, бог землі руянської, посів перше місце серед усіх божеств слов'янських, ясновельможний в перемогах, найпереконливіший у відповідях. Тому і в наш час не тільки вагрська земля, а й усі інші слов'янські землі посилали сюди щорічно приношення, шануючи його богом богів». Микола Костомаров пояснював, що культ святого Вітта був принесений не раніше IX ст., але співзвучність імені святого та місцевого бога була вигідна місіонерам, аби поширити вшанування свого святого та навіть замінити його мощами ідол Святовита.